# 證言法
證言法，又稱為名人證言法或代言，是一種普遍使用於廣告及宣傳的手法，讓知名公眾人物或一般民眾利用書面或實際演說的方式，替特定事物證明或背書，藉此提高事物的可信度。
證言法現在最常被使用在電視廣告中，尤其是資訊型廣告。例如一個中產階級家庭的婦女，可能會在廣告中興奮地介紹某個廠牌的洗衣皂是多麼的好用，藉此廣告主可以塑造產品平易近人而且廣泛被使用的形象。
一般來說，證言法最好能找與目標群眾較為接近的人物來代言。但對於名人證言法而言，則是將名人的形象移轉至產品、品牌或公司，也就是希望產生所謂的月暈效應。名人證言法有一個最大的致命傷，也就是當代言人在公眾有負面形象時，負面形象同時也會回頭去傷害所代言的產品或品牌價值。
宣傳批判網站認為，適當地引用知名人物或一般民眾對於某件事物的看法其實並沒有錯，也可以建構一個平衡的論述，但實際上證言法卻經常被使用在一個不當而且誤導的情境中，例如請一位名人來為某項事物背書，事實上這位名人並不具備評判該事物的足夠能力，例如請藝人來替政治人物背書。

## 外部連結
- Propaganda Critic: Testimonial